# Emerson Palmieri
Emerson Palmieri dos Santos vagy ismertebb nevén Emerson Palmieri (Santos, 1994. augusztus 3. –) Európa-bajnok és UEFA-bajnokok ligája-győztes olasz válogatott labdarúgó, a West Ham United FC játékosa. 2023. június 7-én ő lett az első olyan játékos, aki az összes Európai Labdarúgó-szövetség által rendezett nemzetközi sorozatot megnyerte.

## Pályafutása

### Santos
Emerson Palmieri Santosban született és itt a Santos FC-ben kezdte pályafutását is. 2011. április 17-én debütált az első csapatjával, miután Keirrison helyére csereként állt be egy, az állami bajnokságban 3-0-ra megnyert bajnokin. 2012. január 21-én az Esporte Clube elleni 1-1-es bajnokin volt először a kezdőcsapat tagja. Februártól újra az ifjúsági csapatnál szerepelt. Az azt követő időszakban még a Mogi Mirim ellen kapott lehetőséget, a Santos pedig sorozatban harmadszor nyerte meg az állami bajnokságot.
Az élvonalban 2012. június 17-én mutatkozott be, első gólját pedig 2013. szeptember 5-én szerezte meg az Athletico Paranaense ellen.

### Palermo
2014. augusztus 25-én az olasz élvonalbeli Palermo vette kölcsön. A klub színeiben kilenc bajnokin lépett pályára.

### AS Roma
2015. augusztus 31-én Emerson csatlakozott az AS Roma csapatához. Lucas Digne mögött kevesebb lehetőséget kapott eleinte, október 4-én kapott először játéklehetőséget, amikor a Roma volt csapatát, a Palermót győzte le  4-2-re.
2016. május 14-én, az AC Milan elleni bajnokin lőtte első gólját a Seria A-ban. Július 7-én kölcsönszerződését újabb egy évre meghosszabbították. 2016. december 5-én, miután a szezon első felében tizenkét bajnokin is játszott, a Roma végleg megvásárolta a játékjogát, mintegy kétmillió euróért cserébe.
2017 májusában  elülső keresztszalag sérülést szenvedett így a 2017-18-as szezon első felének nagy részét ki kellett hagynia. 2017. december 1-jén a SPAL elleni bajnokin tért vissza, csereként tizenöt percet játszott.

### Chelsea
2018. január 30-án a Chelsea szerződtette. Emerson négy és fél éves szerződést írt alá, a londoni klub pedig húszmillió eurót fizetett érte.

### Olympique Lyonnais
2021. augusztus 19-én egy évre kölcsönbe került a francia Lyon csapatához.

### West Ham United
2022. augusztus 23-án a West Ham United négy évre szerződtette. 2023. június 7-én megnyerte csapatával az Európa Konferencia Ligát az olasz ACF Fiorentina ellen. Ezzel ő lett az első labdarúgó, aki mindhárom európai kupasorozatot megnyerte: Bajnokok Ligáját, Európa Ligát és a Konferencia Ligát.

### A válogatottban
Emerson a brazil U17-es válogatottal részt vett a 2011-es Dél-amerikai bajnokságon és a 2011-es világbajnokságon.
2017 márciusában Gian Piero Ventura megkereste, hogy a jövőben szerepeljen az olasz válogatottban. Hivatalosan 2017. március 29-én kapta meg az olasz állampolgárságot.

## Családja
Édesanyja révén olasz származású, bátyja, Giovanni szintén labdarúgó.

## Sikerei, díjai

### Klub
- Santos
  - Campeonato Paulista: 2011, 2012
- Chelsea
  - UEFA-bajnokok ligája: 2020–21[25]
  - Európa-liga: 2018–19[26]
  - UEFA-szuperkupa: 2021[27]
- West Ham United
  - UEFA Konferencia Liga: 2022–23[28]

### Válogatott
- Brazília U17
  - Dél-amerikai U17-es labdarúgó-bajnokság: 2011
- Olaszország
  - Európa-bajnokság: 2020